# Gloria Negrete McLeod
Gloria Negrete McLeod (Los Ángeles, 6 de septiembre de 1941) es una política estadounidense del Partido Demócrata, que fue miembro de la Cámara de Representantes de los Estados Unidos por el 35.º distrito congresional de California de 2013 a 2015. Fue senadora estatal de California, en representación del distrito 32, desde diciembre de 2006 hasta su elección al Congreso. Antes de eso, sirvió en la Asamblea Estatal de California de 2000 a 2006.

## Biografía

### Primeros años, educación y carrera académica
Nació en 1941 en Los Ángeles. Fue presidenta de la Junta de Chaffey Community College (su alma mater) y fue miembro de la Junta de Chaffey durante cinco años. Fue reelegida para la junta en 2015.

### Asamblea de California (2001-2007)
Se postuló por el distrito 61 en la Asamblea Estatal de California en 1998. Perdió la nominación demócrata ante Nell Soto en las primarias abiertas por 53% a 47%. En 2000, se postuló nuevamente y ocupó el primer lugar en la primaria abierta de siete candidatos con el 28% del voto general y el 62% del voto demócrata. En las elecciones de noviembre, derrotó al republicano Dennis Yates por 54% a 43%. En 2002, derrotó al republicano Matt Munson por 62% a 38%. En 2004, derrotó al republicano Alan Wapner por 64% a 36%.

### Senado de California (2007-2013)
En 2006, decidió postularse al Senado Estatal de California en el distrito 32 después de que el titular Nell Soto no pudo postularse para la reelección debido a límites de mandato. Derrotó al asambleísta Joe Baca, Jr. en las primarias demócratas por 61% a 39%. Ganó las elecciones generales de noviembre sin oposición. En 2010, ganó la reelección para un segundo mandato con el 68% de los votos.

### Cámara de Representantes (2013-2015)
Anunció oficialmente su candidatura a la Cámara de Representantes de los Estados Unidos por el 35.º distrito congresional de California, recientemente rediseñado y abierto, el 6 de septiembre de 2011. Se enfrentó al congresista Joe Baca en las primarias. En la primaria abierta, Baca ocupó el primer lugar con el 45% de los votos, McLeod ocupó el segundo lugar con el 36% de los votos y el candidato del Partido Verde Anthony Vieyra ocupó el último lugar con el 19% de los votos.
En febrero de 2014, anunció su intención de no presentarse a las siguientes elecciones y, en cambio, postularse para la Junta de Supervisores del condado de San Bernardino. Perdió las elecciones de noviembre ante el asambleísta estatal republicano Curt Hagman.